# Tote Rahm
Das Naturschutzgebiet Tote Rahm liegt in der nordrhein-westfälischen Gemeinde Kempen im Kreis Viersen. Es ist rund 98 Hektar groß und wurde erstmals 1929 unter Schutz gestellt. Das Gebiet befindet sich im Bereich des Schadbruchs, auf beiden Seiten der Tönisberger Straße zwischen den Ortsteilen St. Hubert und Tönisberg in der Nähe der als Ausflugslokal bekannten Gaststätte Waldschenke.
Das Naturschutzgebiet (NSG-Kennung VIE-002) ist – mit Ausnahme von drei kleineren Randflächen – weitgehend deckungsgleich mit dem etwas kleineren FFH-Gebiet Tote Rahm (Kennung DE-4504-302). Dadurch gehört es zum europäischen Schutzgebietsnetz Natura 2000.

## Beschreibung
Historisch handelt es sich um ein rund 10.000 Jahre altes nacheiszeitliches Niedermoorgebiet, das ehemals als nassestes Moor von St. Hubert bezeichnet wurde. Das Gebiet war so durchfeuchtet, dass eine vollständige Melioration (Trockenlegung), wie in anderen Gebieten, nicht möglich war. Als „tot“ wurde das Gebiet bereits vor langer Zeit bezeichnet, da es nicht nutzbar, also „wertlos“ für wirtschaftliche Nutzung war. Mehrere Flurnamen im Bereich verweisen auf diesen Umstand.
Die Tote Rahm ist mittlerweile als reich strukturierter Feuchtwaldkomplex mit mehreren oligo-mesotrophen kalkreichen Gewässern zu beschreiben. Bemerkenswert sind die Armleuchteralgen-Vegetation, Reste von Schneiden-Röhrichten und ausgedehnte bachbegleitende Erlen-Eschen-Auwälder.
Seit Beginn des 20. Jahrhunderts sank der Grundwasserpegel allerdings um bis zu zwei Meter ab, so dass teilweise Baumwurzeln trocken liegen.
Die Flächen des Naturschutzgebiets gehört teilweise der Stadt Kempen, dem Kreis Viersen, mehreren Landwirten und Privatpersonen.
Im Osten der Toten Rahm schließt direkt das im Stadtgebiet von Krefeld gelegene Naturschutzgebiet Orbroich an. Im Westen grenzt der Bereich Elsdonker Rahm unmittelbar an die Tote Rahm.